# East Kingston (Nova York)
East Kingston és una concentració de població designada pel cens dels Estats Units a l'estat de Nova York. Segons el cens del 2000 tenia 285 habitants.

## Demografia
Segons el cens del 2000, East Kingston tenia 285 habitants, 118 habitatges, i 73 famílies. La densitat de població era de 155 habitants per km².
Dels 118 habitatges en un 33,9% hi vivien nens de menys de 18 anys, en un 41,5% hi vivien parelles casades, en un 14,4% dones solteres, i en un 38,1% no eren unitats familiars. En el 34,7% dels habitatges hi vivien persones soles el 17,8% de les quals corresponia a persones de 65 anys o més que vivien soles. El nombre mitjà de persones vivint en cada habitatge era de 2,42 i el nombre mitjà de persones que vivien en cada família era de 3,07.
Per edats la població es repartia de la següent manera: un 27,7% tenia menys de 18 anys, un 8,1% entre 18 i 24, un 26,7% entre 25 i 44, un 20,4% de 45 a 60 i un 17,2% 65 anys o més.
L'edat mediana era de 39 anys. Per cada 100 dones de 18 o més anys hi havia 104 homes.
La renda mediana per habitatge era de 50.179 $ i la renda mediana per família de 56.875 $. Els homes tenien una renda mediana de 33.000 $ mentre que les dones 26.250 $. La renda per capita de la població era de 22.657 $. Entorn del 10% de les famílies i el 15,3% de la població estaven per davall del llindar de pobresa.